# Notre-Dame de Pellevoisin
Notre-Dame de Pellevoisin, communément appelée Notre-Dame de Miséricorde, est le vocable aujourd'hui utilisé couramment pour désigner la Vierge Marie telle qu'elle serait apparue à Estelle Faguette, jeune femme de 32 ans atteinte d’une maladie incurable, dans le village de Pellevoisin (Indre) à quinze reprises au cours de l'année 1876. À la troisième apparition, du 16 février, Marie s'était présentée à Estelle comme « toute Miséricordieuse » ; l’Église retiendra ultérieurement le vocable de "Notre Dame de Miséricorde" quand il s'agira de nommer "Notre Dame de Pellevoisin" : c'est celui retenu pour le scapulaire dont il sera question plus loin.
À partir de la neuvième apparition, celle du 9 septembre 1876, les apparitions porteront essentiellement sur la prière et la dévotion au scapulaire du Sacré-Cœur. Dès la fin des apparitions, après la quinzième le jour de la fête de l'Immaculée Conception, à la suite des demandes de la comtesse Arthur de La Rochefoucauld-Montbel (née Marie-Luce de Montbel), Mgr de La Tour d’Auvergne, archevêque de Bourges autorise la transformation de la chambre où auraient eu lieu les apparitions en un petit oratoire privé et d'y placer une statue de la Vierge.
La dévotion du scapulaire du Sacré-Cœur, approuvée par le Vatican en 1900, la création en 1877 d'une « confrérie en l'honneur de N-D. de Pellevoisin, Mère toute Miséricordieuse », puis la mise au rang d'archiconfrérie de cette structure par le pape Léon XIII en 1894 ont rapidement étendu la dévotion à la Vierge sous cette appellation. Le 30 août 2024, le Dicastère pour la Doctrine de la Foi a donné son Nihil Obstat à la dévotion mariale de Pellevoisin.

## Historique de la dévotion

### Apparitions mariales
Ces apparitions mariales seraient survenues du 14 février 1876 au 8 décembre 1876 à Estelle Faguette, jeune femme de 33 ans, dans sa chambre, alors qu'elle était gravement malade. Après les cinq premières apparitions et sa guérison en février, elle dit continuer de voir la Vierge Marie à dix reprises. La Vierge lui aurait alors confié la mission de diffuser la dévotion du Sacré-Cœur, par le scapulaire du Sacré-Cœur, qu'elle lui aurait révélé à la neuvième apparition, le 9 septembre.
La dévotion à « Notre-Dame de Miséricorde » est autorisée et encouragée par le diocèse dès 1877, des pèlerinages sont régulièrement organisés avec la présence de religieux et d'évêques. Le sanctuaire  reste un lieu spiritualité mariale important dans le diocèse et toute la région, avec un rayonnement national et même à l'étranger.
En 1983, Monseigneur Paul Vignancour, archevêque de Bourges fait reconnaître comme « miraculeuse » la guérison de la voyante Estelle Faguette, en 1876. Si aucun procès en béatification de la voyante n'a été ouvert à ce jour,, Mgr Jérôme Beau, actuel archevêque est attentif à ce que représente Pellevoisin, aujourd'hui et demain : à sa proposition, les évêques de France réunis en assemblée ces 8 et 9 juin 2020 se sont prononcés favorablement pour l’ouverture de la cause d'Estelle Faguette en vue d’une éventuelle béatification, avec deux autres Françaises, Anne Gabrielle Caron et Anne-Marie Antigo.
La Congrégation pour la Doctrine de la Foi ayant proposé récemment à Mgr Jérôme Beau de réactiver le "dossier" de la reconnaissance des apparitions, c'est actuellement cette question qui occupe le groupe de travail qui s'est constitué à la demande de l'archevêque de Bourges. Un livre biographique consacré à Estelle Faguette, aux apparitions et à leurs suites, est paru en mai 2021. Son auteur, Sylvie Bernay, est membre de la Commission Théologique Pluridisciplinaire, chargée d'examiner le message et son rayonnement. À la suite de la remise du rapport de cette commission le 5 février 2024, le Dicastère pour la Doctrine de la Foi a rendu publique sa décision dans une lettre adressée par le cardinal Fernandez à Mgr Beau le 22 août 2024. Les apparitions de Pellevoisin obtiennent la plus haute forme de reconnaissance possible selon les nouvelles normes du 27 mai 2024. Dans cette lettre, le cardinal affirme : « non seulement je peux affirmer qu’il n’y a pas d’objections doctrinales, morales ou autres à cet événement spirituel, et que les fidèles « peuvent donner leur assentiment avec prudence » (Normes, art. 22, 1), mais qu’au contraire la dévotion dans ce cas, déjà florissante, est particulièrement recommandée à ceux qui veulent librement y adhérer ».

### Mise en place de la dévotion
Avant même la fin des apparitions, quelques personnes viennent se joindre à la voyante, après sa guérison, à ses temps de prière. Le 10 mai 1877, Mgr de La Tour d’Auvergne, archevêque de Bourges autorise de placer une statue et de transformer la chambre d’Estelle en chapelle. Il autorise également à faire installer un ex-voto dans l'église du village, ainsi que de faire inscrire, au-dessus de la statue de Notre-Dame du Sacré-Cœur (déjà présente dans l'église de Pellevoisin), les paroles « Je suis toute miséricordieuse », transformant de facto la Vierge du Sacré-Cœur, en Vierge des apparitions. L'installation d'un couvent de dominicaines dans la « maison de l'apparition », l'accueil de pèlerins et l'organisation de pèlerinages contribuent à développer une dévotion à un niveau local.
Le sanctuaire de Pellevoisin annonce que dès la première année des apparitions, un grand pèlerinage diocésain et même régional s'est rassemblé, presque chaque année, dans le sanctuaire.
La création en 1877 d'une « confrérie en l'honneur de N-D. de Pellevoisin, Mère toute Miséricordieuse », puis la mise au rang d'archiconfrérie de cette structure par le pape Léon XIII en 1894,, ainsi que l'autorisation, par le Vatican du scapulaire scapulaire du Sacré-Cœur en 1900 vont étendre cette dévotion au pays et au reste du monde,.

## Description de la représentation

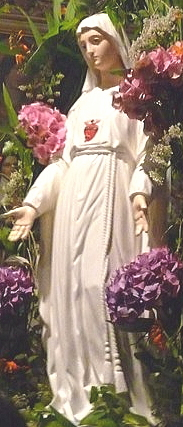
Statue de la Vierge de Pellevoisin, portant le scapulaire.

La représentation de la Vierge de Pellevoisin est proche de celle de la médaille miraculeuse, déjà connue depuis 30 ans à l'époque de l'apparition, et largement diffusée,.
La voyante la décrit vêtu de blanc, les bras tendus (le long du corps vers le bas et légèrement écartés). Des mains tombent « comme une pluie ». La Vierge est entourée d'une mandorle faite d'une guirlande de roses. Elle porte le scapulaire du Sacré-Cœur sur la poitrine. C'est cette représentation qui est reprise dans l'imagerie traditionnelle, avec autour de la tête de la Vierge, les mots « Mère toute miséricordieuse », ou parfois, comme sur le scapulaire « Mère de miséricorde ».

## Notoriété et influence religieuse
La statue de Notre-Dame de Pellevoisin présente dans le sanctuaire de Pellevoisin a été couronnée par l'évêque Mgr Jérôme Beau le 13 septembre 2020 à la suite de l'arrivée du « grand pèlerinage sur le M de Marie ».

### Le sanctuaire de Pellevoisin
Le sanctuaire de Pellevoisin est aménagé sur le site des apparitions dans la commune de  Pellevoisin. Ce sanctuaire a été mis en place et s'est développé après les 15 apparitions mariales dont aurait été gratifiée Estelle Faguette en 1876. Dès cette année, après la « guérison miraculeuse de la voyante », Monseigneur Charles-Amable de La Tour d'Auvergne-Lauraguais, archevêque de Bourges, autorise l'installation d'un oratoire dans la chambre dite des apparitions, pour une dévotion privée. La maison, située dans le village, appartient en effet au comte Arthur de La Rochefoucauld-Montbel, branche de la prestigieuse Maison de La Rochefoucauld. Madame la comtesse s'investira sans compter dans la création du sanctuaire et du développement des premiers pèlerinages ; on lui doit l'installation du couvent des sœurs contemplatives dominicaines dès 1893, qui resteront à Pellevoisin jusqu'à l’installation de sœurs de la Communauté Saint-Jean en juin 1998 par Mgr Pierre Plateau, archevêque de Bourges.
Plusieurs enquêtes canoniques sont lancées, mais les processus ne seront jamais menés à terme, ni conclus. Les apparitions ne sont donc pas reconnues officiellement (canoniquement) par l’Église catholique. Néanmoins, le lieu de culte se développe, avec l'autorisation et le soutien de divers évêques et grâce la communauté religieuse installée sur le lieu afin d'assurer l'accompagnement des pèlerins qui se rendent sur place. Des pèlerinages sont régulièrement organisés depuis les premières années suivant les apparitions, et encore aujourd'hui, avec un soutien du diocèse, et malgré une absence de reconnaissance « officielle des apparitions »,.
Un colloque s'est tenu à Pellevoisin en 2016, à l'occasion du 140e anniversaire des "apparitions". Présidé par Jean-Louis Bruguès, dominicain, bibliothécaire et archiviste de la Bibliothèque apostolique vaticane, les actes en ont été publiés en 2017, qui permettent de remettre en perspective historique les "événements" de Pellevoisin et de les relire au regard du contexte social, politique et religieux, très tendu en cette fin du XIXe siècle entre l'Église catholique et la Troisième République ; tensions qui aboutiront à la Loi de séparation des Églises et de l'État de 1905 . Entre 1876 et aujourd'hui, la position des archevêques de Bourges, successivement approbative, expectative, opposée ou prudente explique la non-reconnaissance autant que la non-clôture du dossier, dans un sens comme dans l'autre. Une nouvelle phase s'ouvre désormais pour le sanctuaire, Estelle Faguette et les apparitions depuis la décision romaine du 30 août 2024.

### Scapulaire du Sacré-Cœur

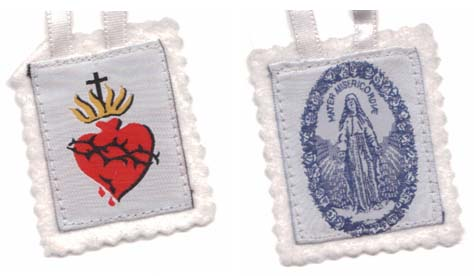
Détail du scapulaire du Sacré-Cœur.

Le scapulaire du Sacré-Cœur de Pellevoisin est celui à avoir été officiellement reconnu par Rome, et, qui plus est, rapidement : Estelle Faguette sera reçue deux fois en audience privée par Léon XIII, les 30 janvier et 17 février 1900 et le pape se montrera favorable : le scapulaire sera alors approuvé. Sa diffusion sera autorisée à Rome, à la basilique du Sacré-Cœur de Montmartre et à Paray-le-Monial et, enfin, au sanctuaire de Pellevoisin, après de nombreuses péripéties.
Toutefois, là encore, le contexte politique et religieux de la France entre 1870 et 1914 ne se révélera pas favorable à Pellevoisin, "tenu" par une famille aristocratique catholique et monarchiste. La basilique du Sacré-Cœur de Montmartre, édifiée à la suite du "vœu national" par les partis conservateurs au lendemain de la guerre franco-allemande de 1870 entraînera à l'intérieur même de l’Église tensions et rivalités, tant politiques que religieuses autour de l'autorisation d'apposition du scapulaire.
Sa diffusion échappera ainsi à Pellevoisin de 1900 à 1922, son apposition ne pouvant être faite qu'en trois endroits : Rome, la basilique du Sacré-Cœur de Montmartre et la basilique du Sacré-Cœur de Paray-le-Monial, forte de l'antériorité de son histoire autour de la dévotion du Sacré-Cœur initiée par sainte Marguerite-Marie Alacoque au XVIIe siècle.

Estelle Faguette a été de nouveau reçue en audience privée par Pie X en mars 1912. Pellevoisin a été autorisé à apposer le scapulaire de Notre Dame de Pellevoisin le 22 novembre 1922 ; sans pour autant que les apparitions soient reconnues.
Si la dévotion au Sacré-Cœur remonte à Marguerite-Marie Alacoque, qui l'avait déjà promue au XVIIe siècle, la création du scapulaire, à la suite des apparitions de Pellevoisin, comme celle d'une confrérie a été vue comme étant « conforme à la tradition de l’Église » et a pu être autorisée par l’Église catholique avant toute décision sur l'authenticité ou non des apparitions mariales. La mise en place de ce scapulaire « donna un nouvel élan à la dévotion du Sacré-Cœur », mais pas à Pellevoisin. Le scapulaire, approuvé officiellement par la Congrégation des Rites le 4 avril 1900, subit deux légères modifications demandées par la congrégation vaticane :
- sur le dessin de la Vierge, qui elle-même portait ce scapulaire, le scapulaire lui est retiré - le rappel historique sommaire permet d'en comprendre les raisons.
- le texte « Mère toute miséricordieuse » placé sur le scapulaire est remplacé par « Mère de Miséricorde »

### Églises consacrées à Notre-Dame de Pellevoisin
Plusieurs églises en France et dans le monde sont consacrées à Notre-Dame de Pellevoisin :
- l'église de Flines-lez-Raches dans le Nord.
- l'église Notre-Dame-de-Pellevoisin de Lille.
- une chapelle (entrée du côté de la place du Présidial) dans la basilique Saint-Michel-des-Lions de Limoges.

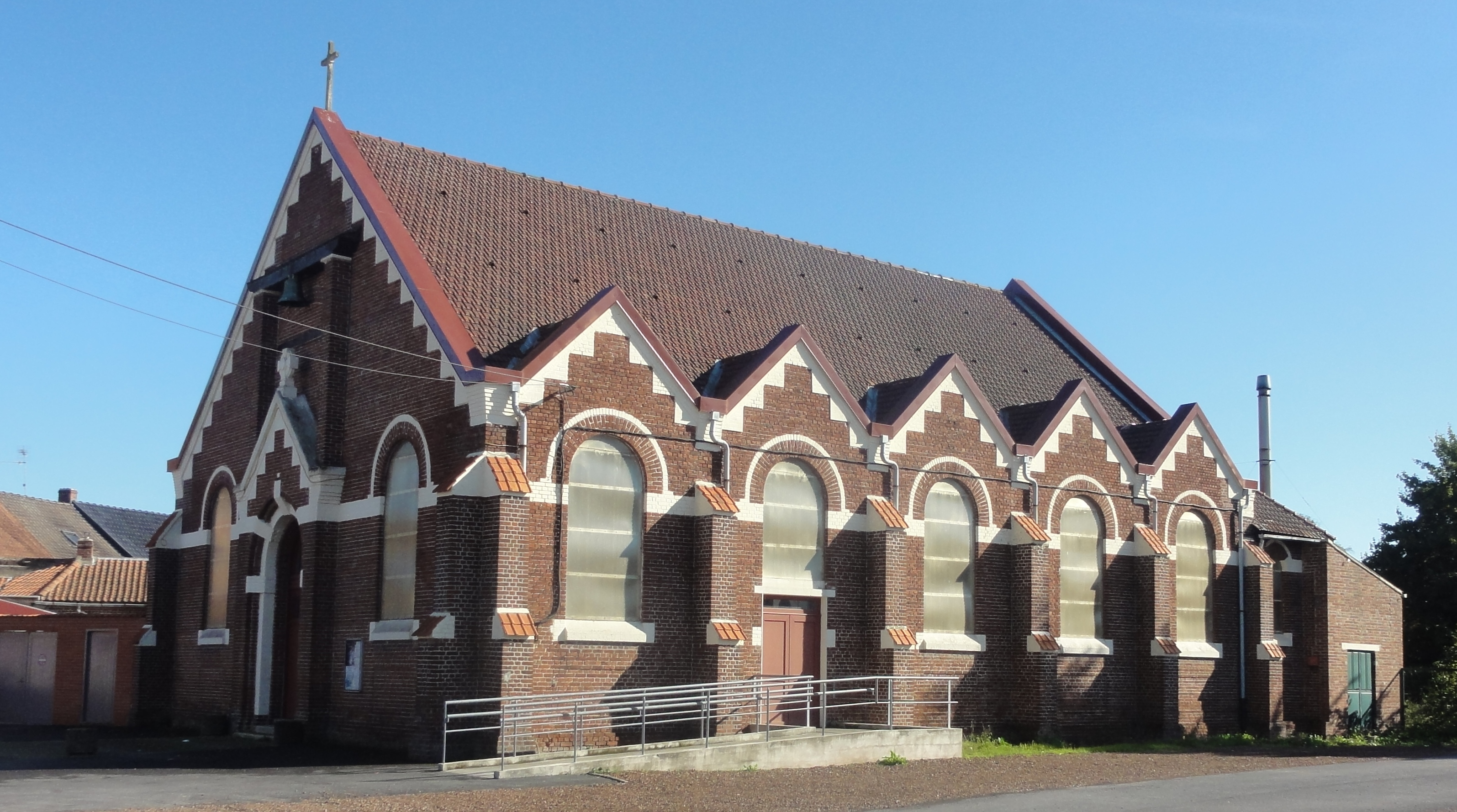
église de Flines-lez-Raches (Nord).
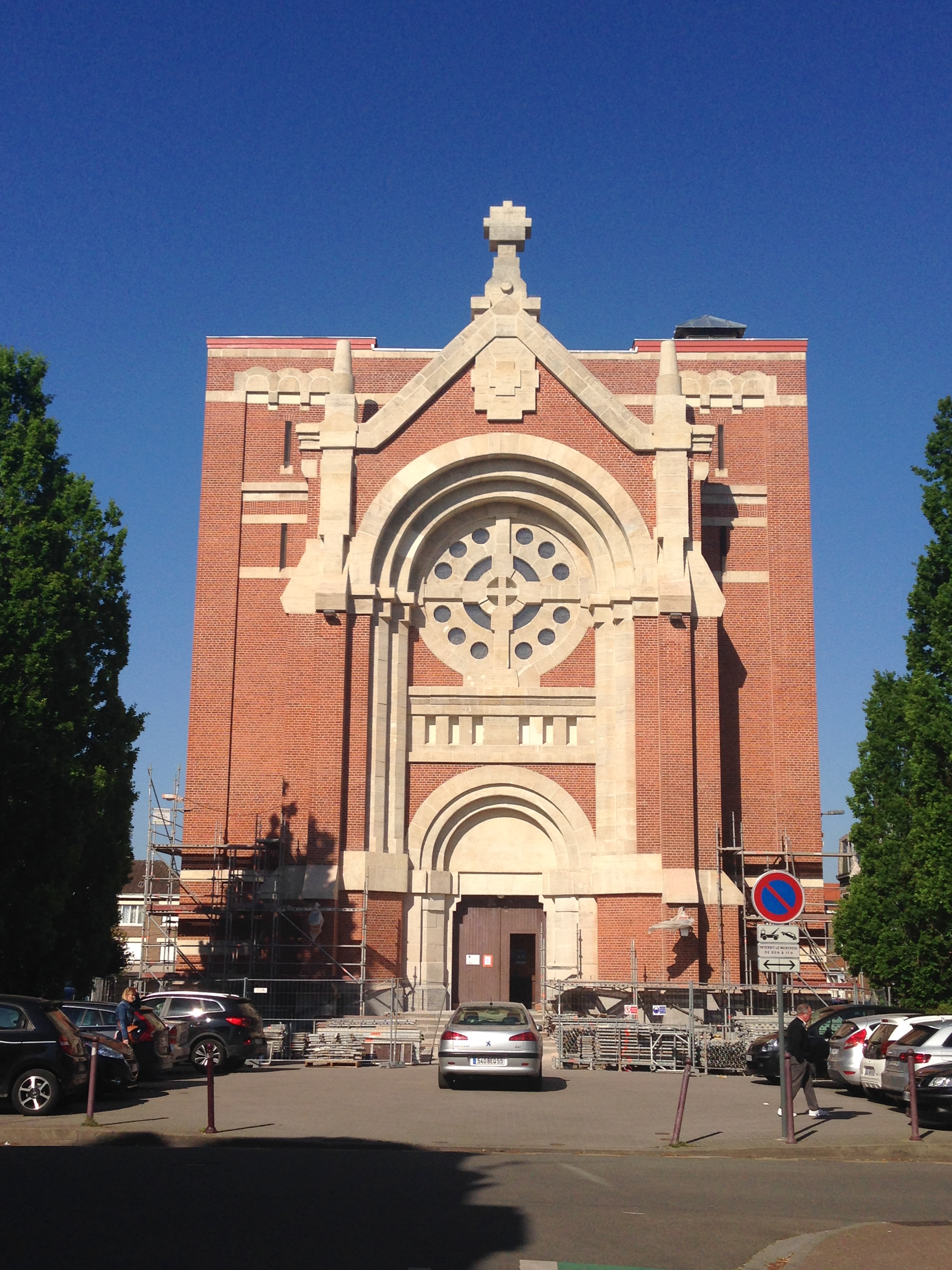
Église Notre-Dame-de-Pellevoisin de Lille.
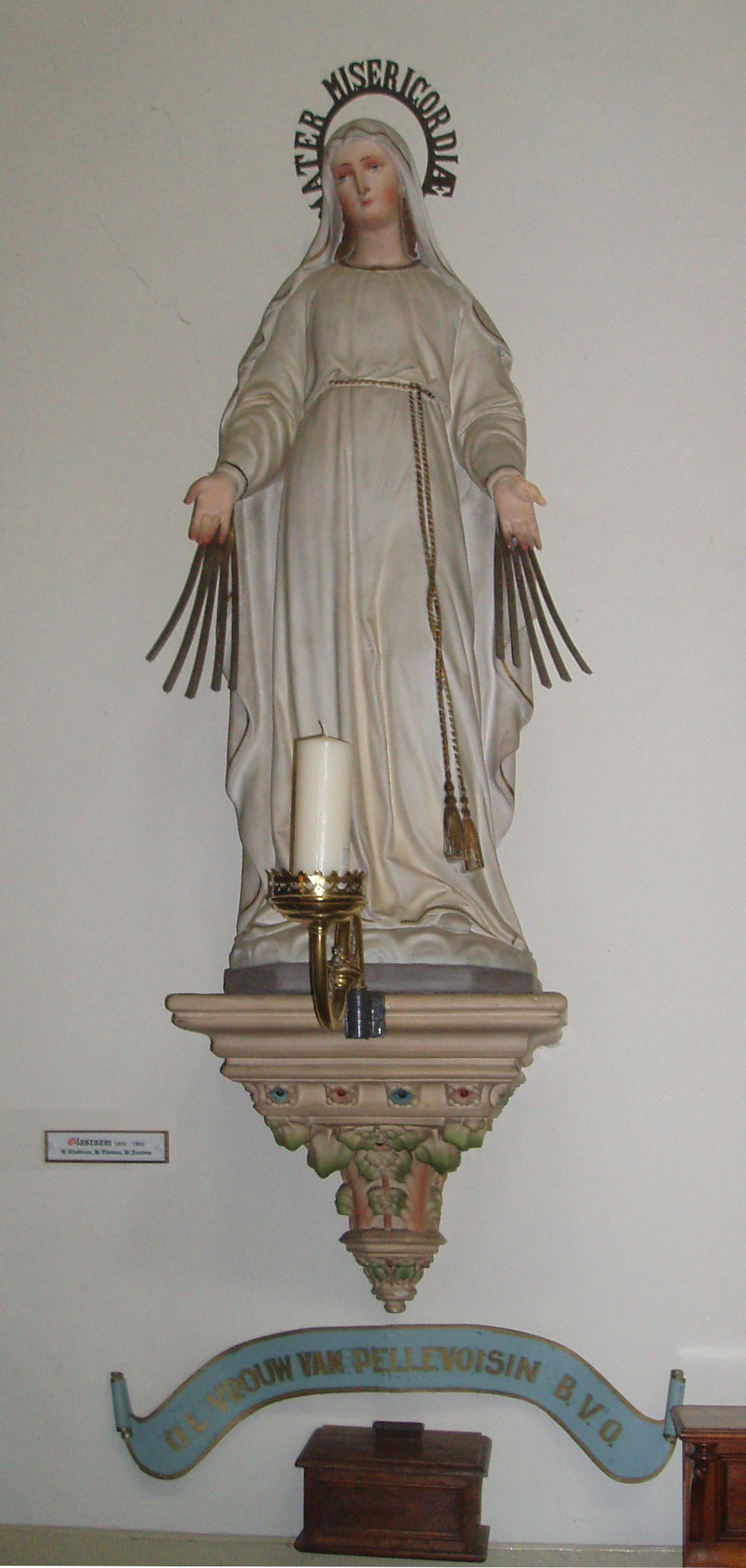
Statue de Notre-Dame de Pellevoisin, dans le béguinage de Hoogstraten (Belgique).